# Heinrich Füllmaurer
Heinrich Füllmaurer (* um 1497 in Herrenberg; † 1547/1548 in Tübingen) war ein württembergischer Renaissance-Maler und Zeichner.

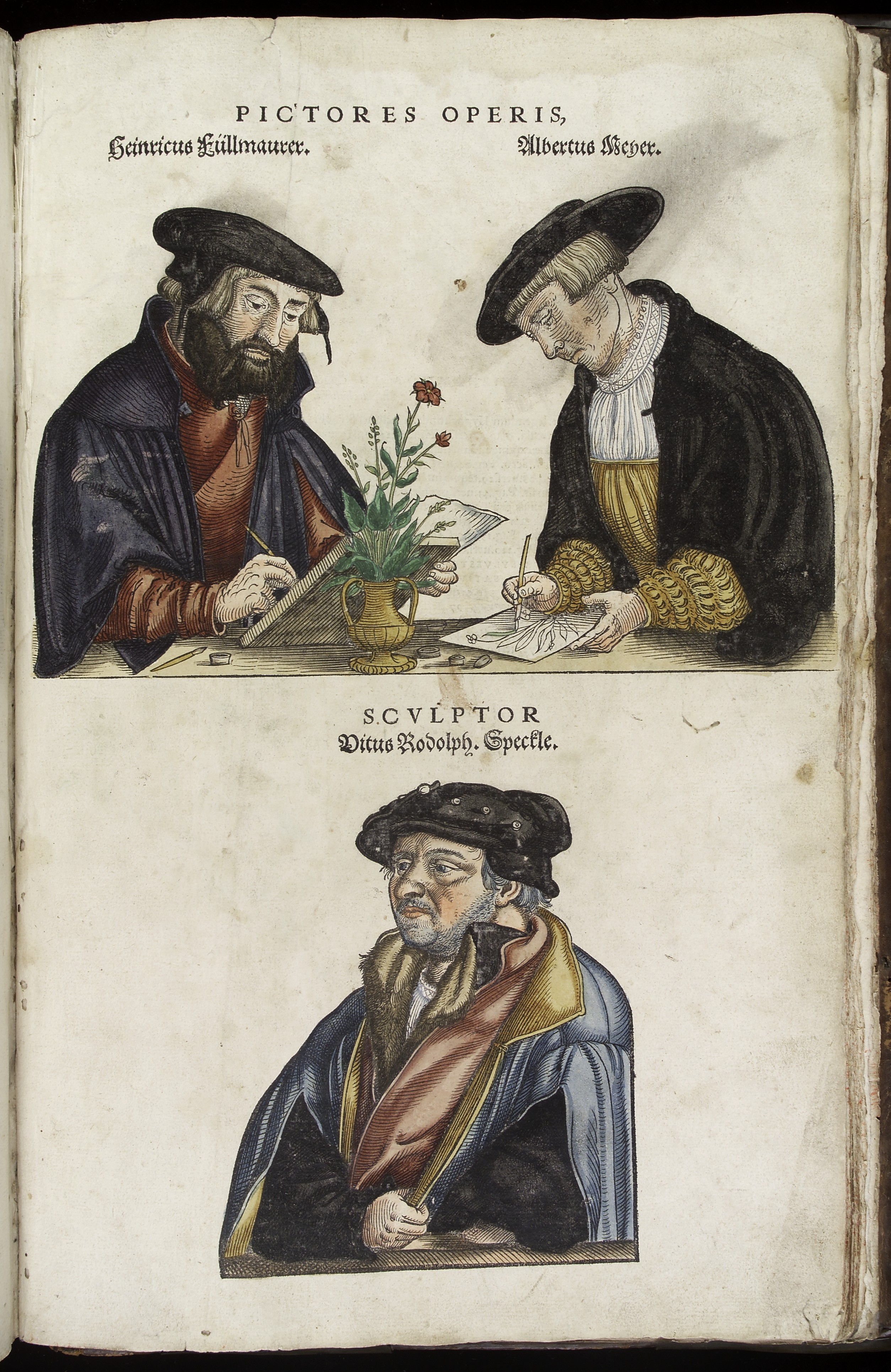
Die von Leonhart Fuchs beauftragten Künstler: Albrecht Meyer (rechts) zeichnete die Objekte nach der Natur, Heinrich Füllmauer (links) kopierte diese auf Holzblöcke, die dann von Veit Rudolph Speckle (unten) geschnitten wurden.

## Leben
Füllmaurer erscheint in den Urkunden ab 1514. Er war ein enger Freund des Theologen Kaspar Gräter, der später ein lutherischer Hofprediger wurde und ihm im Jahre 1537 einen Katechismus widmete.

## Werk

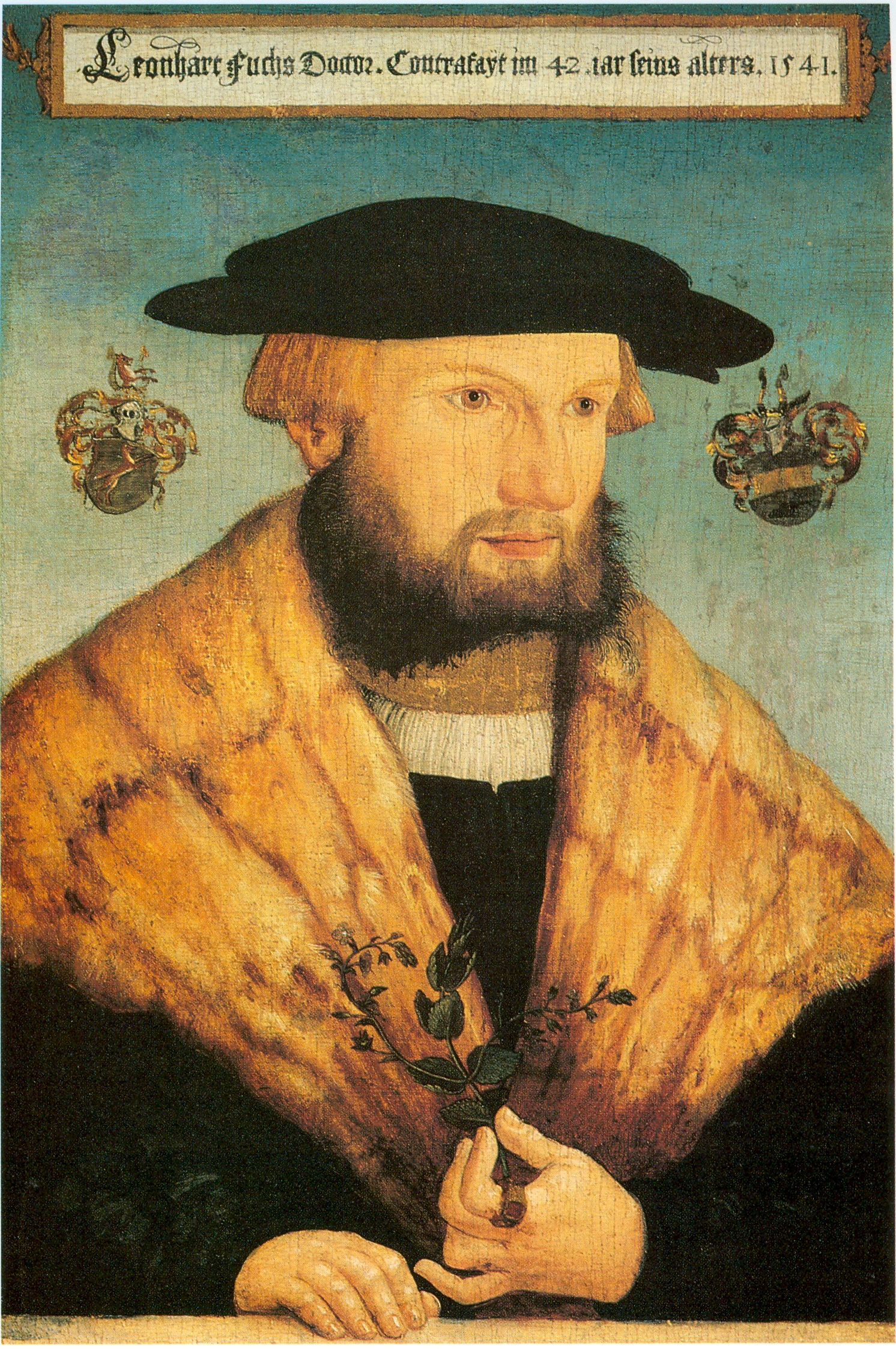
Leonhart Fuchs

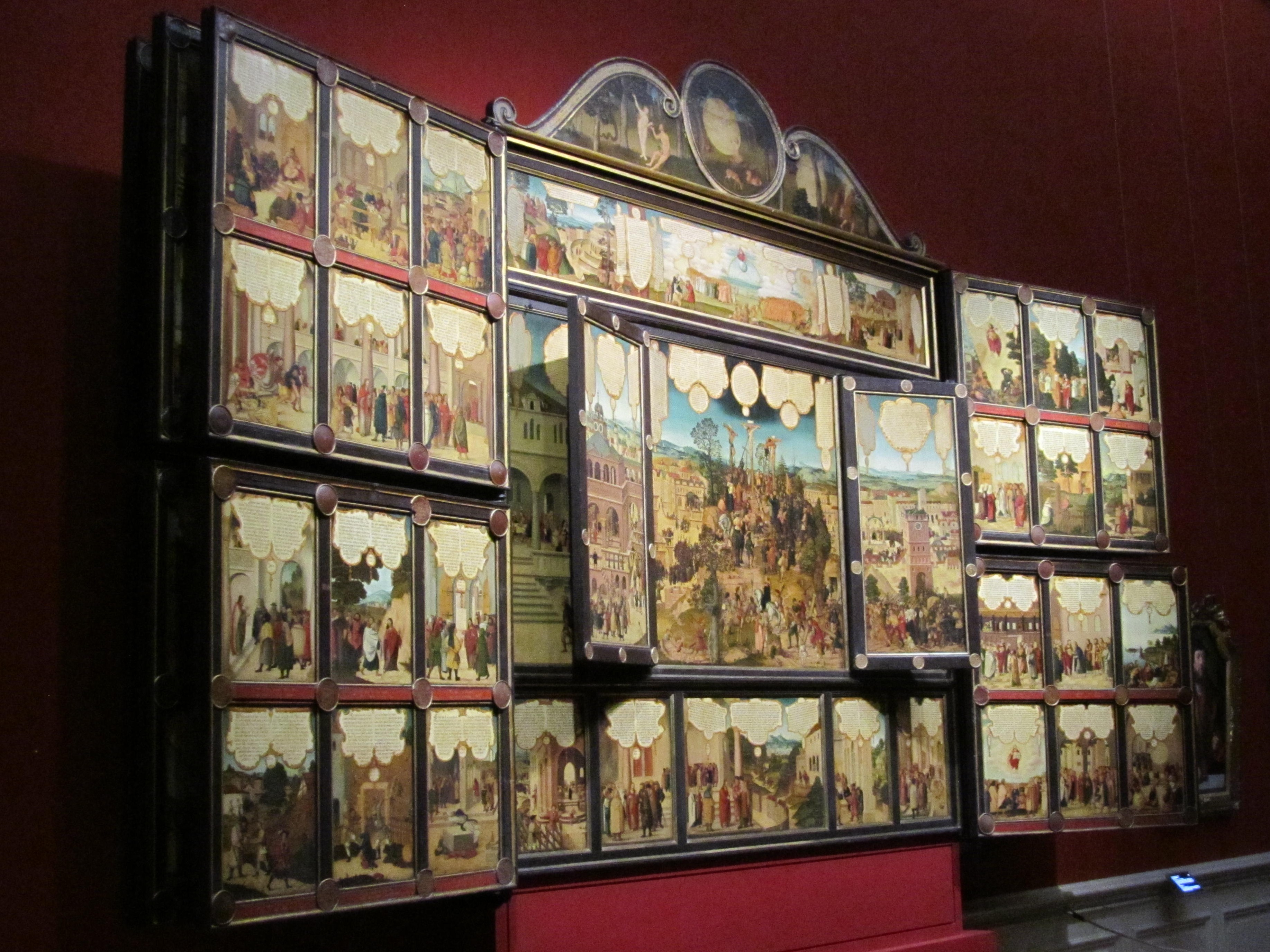
Der „Gothaer Tafelaltar“ mit 162 Einzelbildern aus der Werkstatt des Heinrich Füllmaurer, um 1538, ausgestellt im Herzoglichen Museum Gotha

Füllmaurer hat mit Albrecht Meyer und Marx Weiss dem Jüngeren (1536–1580) an der Bemalung der herzoglichen Gemächer in Stuttgart gearbeitet. Er arbeitete auch mit Meyer an einer Reihe von über 500 farbigen Zeichnungen (Wien, Österreich) für die beiden Kräuterbücher des Botanikers Leonhart Fuchs:
- De historia stirpium commentarii (Basel, 1542) und
- Neues Kräuterbuch (New Kreüterbuch) (Basel, 1543).[3]

Er fertigte außerdem hunderte von Zeichnungen für ein umfassendes neues Kräuterbuch von Fuchs an, das nie veröffentlicht wurde. Es ist aber erhalten in der Nationalbibliothek in Wien unter der Bezeichnung Codex 11 117-11125.
Eine kleine Zahl der noch erhaltenen Holzblöcke wird heute in Tübingen im Botanischen Institut der Universität aufbewahrt. Einer der gedruckten Holzschnitte zeigt Porträts von Füllmaurer und Meyer sowie ein Porträt des Holzschnitt-Schnitzers Veit Rudolph Speckle († 1560), das klar auf einer Zeichnung von Hans Baldung basiert. Speckle war spätestens seit 1530 in Straßburg tätig.
In älteren Berichten wird Füllmaurer außerdem als Bildwirker bezeichnet, was in späteren Publikationen gelegentlich falsch als Bildhauer wiedergegeben wird. Bildwirker bezeichnet einen Bildweber, doch spricht vieles dafür, dass Füllmaurer nicht selbst an Bildteppichen gearbeitet hat. Vielmehr hat er nur die Motive dafür entworfen, während ein Werkstattbetrieb die Ausführung übernahm. Kugler wies um 1850 darauf hin, dass man bis ins 18. Jahrhundert noch Meister und Werkstatt gleichgesetzt hat, es aber schon aus rein zeitlichen Gründen nicht möglich gewesen wäre, dass Füllmaurer sich neben dem umfangreichen grafischen Werk auch mit der handwerklich komplizierten und langwierigen Technik der Weberei beschäftigt habe. Stattdessen sei anzunehmen, dass er einer größeren Werkstatt vorstand. Die Kombination mehrerer Gewerke innerhalb dieser Werkstatt lässt ferner darauf schließen, dass es sich um eine höfische Werkstatt handelte, die frei von den Beschränkungen der Zünfte war. Höchstwahrscheinlich handelte es sich um die Stuttgarter Hofmalerwerkstatt von Herzog Ulrich von Württemberg, über die wenig bekannt ist, da sich Ulrich aus politischen Gründen zur Zeit Füllmaurers lange außer Landes befand. Füllmaurer könnte die Hofmalerprivilegien genossen und sich in Ulrichs Abwesenheit mit privaten Aufträgen aus dem Kreis der Theologen um Kaspar Gräter über Wasser gehalten haben.
Füllmaurer wird auch als Maler des Gothaer Tafelaltars, der sich im Herzoglichen Museum Gotha befindet, und des Mömpelgarder Altars angesehen, der im Kunsthistorischen Museum Wien ausgestellt ist. Die eindeutige Zuschreibung beider Altäre an Füllmaurer erfolgte erst 1971 durch Werner Fleischhauer.
Der Mömpelgarder Altar ist eine Bilderpredigt über das Leben Jesu, nach einer Evangelienharmonie, auf der Basis der Bibelübersetzung Martin Luthers von 1522. An einem Mittelschrein sind drei bewegliche Flügelpaare angebracht, die wie ein Buch gelesen werden können. Auf jeder Tafel gibt es zwölf Bilder. Im Altarschrein sind Passion und Kreuzigung dargestellt. Graf Georg von Württemberg, Regent der Grafschaft Mömpelgard, gab 1538/40 den Auftrag, für die Pfarrkirche St. Maienboef einen Flügelaltar zu malen, der später in die Stuttgarter Kunstkammer und von dort als Kriegsbeute nach Wien gelangte. Als theologischer Berater des Malers gilt der deutsche Theologe und Reformator Kaspar Gräter, der als erster evangelischer Pfarrer 1534 nach Herrenberg kam und dort die Reformation einführte.